# Llau Fonda (Sapeira)
La Llau Fonda és una llau de l'antic terme ribagorçà de Sapeira, actualment inclòs en el terme municipal de Tremp, al Pallars Jussà.
Es forma a 1.335 m d'altitud al vessant nord-oest del Tossal de Codonyac, des d'on davalla cap al nord-oest, fins que s'ajunta amb el barranc del Graller, formant entre tots dos el barranc dels Botets.